# Equipes de Nossa Senhora
Equipes de Nossa Senhora é um movimento católico, leigo e constituído por casais que buscam no sacramento do matrimônio um ideal de vivência cristã.

## O movimento
Uma equipe é constituída por cinco a sete casais unidos pelo sacramento do Matrimônio, validado pela Igreja Católica Romana e assistida por um sacerdote conselheiro espiritual. As equipes comprometem-se a ser fiéis ao espírito e a colocar em prática os métodos das Equipes de Nossa Senhora, vivendo em fidelidade ao Papa e à doutrina da Igreja Católica Romana. Também respeitam a liberdade de consciência dos outros equipistas e as suas diferenças humanas e sociais.
Cada casal membro das ENS deve assumir os seguintes compromissos:
- Reunião Mensal
- Oração Conjugal
- Dever de Sentar-se
- Regra de Vida
- Leitura da Palavra
- Meditação
- Participação em Retiro Espiritual pelo menos uma vez por ano.

## Organização
As equipes de uma região geográfica compõem um Setor, que tem como função a animação espiritual das equipes, a ligação entre elas, a formação, a organização de atividades e a difusão do Movimento. A responsabilidade pelo setor cabe a um casal responsável e a um sacerdote assistente espiritual. Uma Região agrupa os setores vizinhos e sua estrutura e função é semelhante à dos Setores.
Uma Província engloba algumas ou várias Regiões. A Super-Região agrupa as regiões de um país ou as regiões de paises vizinhos. Sua função é transmitir às equipes as grandes orientações do Movimento, de zelar pelo cumprimento de sua pedagogia e seus métodos, de manter a unidade do Movimento e a formação de quadros e dos equipistas.
A Equipe Responsável Internacional é a instância de responsabilidade geral do Movimento. Tem como missão a animação do Movimento a nível mundial, manter o Movimento ligado à Igreja Católica no Mundo, zelar pela fidelidade à instituição fundadora, exercer e garantir a unidade do Movimento, além da expansão em nível mundial.

## História
O movimento iniciou em Paris, em 1939, fundado pelo Padre Henri Caffarel. Durante a Segunda Guerra Mundial o movimento se expandiu e é criada a revista  "L'Anneau d'Or" que divulga a experiência das pequenas equipes e sua espiritualidade.
Em 1947 o movimento se organiza e é elaborado um documento fundador: a "Carta das Equipes de Nossa Senhora", ou mais conhecido por "Estatutos", que contém os pontos essenciais que cada casal, membro das ENS, deve seguir.
De 1950 a 1969 o movimento se expande. Primeiro ultrapassa as fronteiras da França, constituindo-se na Bélgica e na Suíça. Chega ao Brasil e a Luxemburgo em 1950; em 1953 às Ilhas Mauricio e Senegal; 1955 a Espanha e ao Canadá; 1956 a Inglaterra; 1955 a Portugal; 1958 à Alemanha e Estados Unidos; 1959 à Áustria e Itália; 1961 à Austrália e Colômbia; 1962 a Madagascar e Vietnam; em 1963 ao Líbano e Irlanda; em 1968 Japão e África francesa e em 1969 à Índia. Diante desta expansão, optou-se por manter o movimento como um único movimento mundial de caráter internacional.
Em 1975, as Equipes de Nossa Senhora são reconhecidas por Roma como uma "Associação Internacional Católica" - carta do Cardeal Roy, Presidente do Pontíficio Conselho para os Leigos.
Em 1976, a "Carta das Equipes de Nossa Senhora" é revista por uma equipe responsável, que elabora o documento definitivo: "O que é uma Equipe de Nossa Senhora". Esta é a principal referência para as Equipes de todo o mundo. Neste mesmo ano, no Encontro Internacional de Roma nascem as Equipes Jovens de Nossa Senhora.
Em 1992 o Pontíficio Conselho para os Leigos reconhece as Equipes de Nossa Senhora como Associação de Fiéis de Direito Privado e seus estatutos são reconhecidos "ad experimentum", isto é, em regime probatório.
No dia 26 de julho de 2002, festa de Sant'Ana e São Joaquim, o Pontíficio Conselho para os Leigos reconheceu definitivamente as Equipes de Nossa Senhora como Movimento de Fiéis Leigos.